# 1826

## Събития
- В Османската империя Махмуд II премахва „Кръвния данък“.
- Немският химик Ото Унфердорбен (1806 – 1873) за пръв път добива анилин при обработка на вар с индиго.

## Родени
- 10 март – Георги Миркович, български революционер
- 5 май – Евгения, императрица на Франция
- 26 май – Елизавета Михайловна, Херцогиня Нассау
- 4 юли – Стивън Фостър, американски композитор
- 13 август – Неделя Петкова, българска просветителка
- 17 септември – Бернхард Риман, немски математик
- 24 ноември – Карло Колоди, италиански писател

## Починали
- 19 февруари – Атанас Богориди, гръцки писател
- 5 юли – Томас Стамфорд Рафълс, британски изследовател
- 18 юли – Айзък Шелби, американски военнослужещ и политик
- 22 септември – Йохан Петер Хебел, немски писател и педагог (р. 1760 г.)

Вижте също:
- календара за тази година